# تپه خان‌آباد ۲
تپه خان آباد ۲ در شهرستان دورود، بخش مرکزی، دهستان حشمت آباد، ۱۵۰ متری شمال غرب روستای امام آباد واقع شده و این اثر در تاریخ ۲۳ بهمن ۱۳۸۵ با شمارهٔ ثبت ۱۷۲۱۰ به‌عنوان یکی از آثار ملی ایران به ثبت رسیده است.